# Premierzy Nepalu

## Premierzy Królestwa Nepalu (1799–2008)
| #    | Portret | Imię i Nazwisko                                     | Kadencja             | Kadencja             | Partia polityczna                                                    |
| #    | Portret | Imię i Nazwisko                                     | Od                   | Do                   | Partia polityczna                                                    |
| ---- | ------- | --------------------------------------------------- | -------------------- | -------------------- | -------------------------------------------------------------------- |
| 1    |         | Damodar Pande (1752–1804)                           | 1799                 | 1804                 | bezpartyjny                                                          |
| -    |         | Rana Bahadur Shah (1775–1806)                       | 1804                 | 26 kwietnia 1806     | bezpartyjny                                                          |
| 2    |         | Bhimsen Thapa (1775–1839)                           | 1806                 | 1837                 | bezpartyjny                                                          |
| 3    |         | Rana Jang Pande (1789–1843)                         | 1837                 | 1837                 | bezpartyjny                                                          |
| 4    |         | Ranga Nath Poudyal (1773–?)                         | 1837                 | 1838                 | bezpartyjny                                                          |
| 5    |         | Chautariya Puskhar Shah (1784–1846)                 | 1838                 | 1839                 | bezpartyjny                                                          |
| (3)  |         | Rana Jang Pande (1789–1843)                         | 1839                 | 1840                 | bezpartyjny                                                          |
| (4)  |         | Ranga Nath Poudyal (1773–?)                         | 1840                 | 1840                 | bezpartyjny                                                          |
| 6    |         | Fateh Jung Shah (1805–1846)                         | listopad 1840        | styczeń 1843         | bezpartyjny                                                          |
| 7    |         | Mathabar Singh Thapa (1798–1845)                    | 28 listopada 1843    | 17 maja 1845         | bezpartyjny                                                          |
| (6)  |         | Fateh Jung Shah (1805–1846)                         | wrzesień 1845        | 14 września 1846     | bezpartyjny                                                          |
| 8    |         | Jang Bahadur Rana (1816–1877)                       | 15 września 1846     | 1 sierpnia 1856      | bezpartyjny                                                          |
| 9    |         | Bam Bahadur Kunwar (1818–1857)                      | 1 sierpnia 1856      | 25 maja 1857         | bezpartyjny                                                          |
| —    |         | Kriszna Bahadur Kunwar Rana (1823–1863) tymczasowo  | 25 maja 1857         | 28 czerwca 1857      | bezpartyjny                                                          |
| (8)  |         | Jang Bahadur Rana (1816–1877)                       | 28 czerwca 1857      | 25 lutego 1877       | bezpartyjny                                                          |
| 10   |         | Rana Udip Singh Bahadur Rana (1825–1885)            | 27 lutego 1877       | 22 listopada 1885    | bezpartyjny                                                          |
| 11   |         | Bir Shumsher Jang Bahadur Rana (1852–1901)          | 22 listopada 1885    | 5 marca 1901         | bezpartyjny                                                          |
| 12   |         | Dev Shumsher Jang Bahadur Rana (1862–1914)          | 5 marca 1901         | 27 czerwca 1901      | bezpartyjny                                                          |
| 13   |         | Chandra Shumsher Jang Bahadur Rana (1863–1929)      | 27 czerwca 1901      | 26 listopada 1929    | bezpartyjny                                                          |
| 14   |         | Bhim Shumsher Jung Bahadur Rana (1865–1932)         | 26 listopada 1929    | 1 września 1932      | bezpartyjny                                                          |
| 15   |         | Juddha Shumsher Jang Bahadur Rana (1875–1952)       | 1 września 1932      | 29 listopada 1945    | bezpartyjny                                                          |
| 16   |         | Padma Shumsher Jang Bahadur Rana (1882–1961)        | 29 listopada 1945    | 30 kwietnia 1948     | bezpartyjny                                                          |
| 17   |         | Mohan Shumsher Jang Bahadur Rana (1885–1967)        | 30 kwietnia 1948     | 12 listopada 1951    | bezpartyjny                                                          |
| 18   |         | Matrika Prasad Koirala (1912–1997)                  | 16 listopada 1951    | 14 sierpnia 1952     | Kongres Nepalski                                                     |
| —    |         | Król Tribhuvan Bir Bikram Shah Dev (1906–1955)      | 14 sierpnia 1952     | 15 czerwca 1953      |                                                                      |
| (18) |         | Matrika Prasad Koirala (1912–1997)                  | 15 czerwca 1953      | 14 kwietnia 1955     | Partia Rastriya Praja                                                |
| —    |         | Król Mahendra Bir Bikram Shah Dev (1920–1972)       | 14 kwietnia 1955     | 27 stycznia 1956     |                                                                      |
| 19   |         | Tanka Prasad Acharya (1912–1992)                    | 27 stycznia 1956     | 26 lipca 1957        | Nepal Praja Parishad                                                 |
| 20   |         | Kunwar Inderjit Singh (1906–1982)                   | 26 lipca 1957        | 15 maja 1958         | Zjednoczona Partia Demokratyczna                                     |
| 21   |         | Subarna Shamsher Rana (1910–1977)                   | 15 maja 1958         | 27 maja 1959         | Kongres Nepalski                                                     |
| 22   |         | Bishweshwar Prasad Koirala (1914–1982)              | 27 maja 1959         | 26 grudnia 1960      | Kongres Nepalski                                                     |
| 23   |         | Tulsi Giri (1926–2018)                              | 26 grudnia 1960      | 23 grudnia 1963      | bezpartyjny                                                          |
| 24   |         | Surya Bahadur Thapa (1928–2015)                     | 23 grudnia 1963      | 26 lutego 1964       | bezpartyjny                                                          |
| (23) |         | Tulsi Giri (1926–2018)                              | 26 lutego 1964       | 26 stycznia 1965     | bezpartyjny                                                          |
| (24) |         | Surya Bahadur Thapa (1928–2015)                     | 26 stycznia 1965     | 7 kwietnia 1969      | bezpartyjny                                                          |
| 25   |         | Kirti Nidhi Bista (1927–2017)                       | 7 kwietnia 1969      | 13 kwietnia 1970     | bezpartyjny                                                          |
| —    |         | Gehendra Bahadur Rajbhandary (1923–1994) tymczasowo | 13 kwietnia 1970     | 14 kwietnia 1971     | bezpartyjny                                                          |
| (25) |         | Kirti Nidhi Bista (1927–2017)                       | 14 kwietnia 1971     | 16 lipca 1973        | bezpartyjny                                                          |
| 26   |         | Nagendra Prasad Rijal (1927–1994)                   | 16 lipca 1973        | 1 grudnia 1975       | bezpartyjny                                                          |
| (23) |         | Tulsi Giri (1926–2018)                              | 1 grudnia 1975       | 12 września 1977     | bezpartyjny                                                          |
| (25) |         | Kirti Nidhi Bista (1927–2017)                       | 12 września 1977     | 30 maja 1979         | bezpartyjny                                                          |
| (24) |         | Surya Bahadur Thapa (1928–2015)                     | 30 maja 1979         | 12 lipca 1983        | bezpartyjny                                                          |
| 27   |         | Lokendra Bahadur Chand (1940–)                      | 12 lipca 1983        | 21 marca 1986        | bezpartyjny                                                          |
| (26) |         | Nagendra Prasad Rijal (1927–1994)                   | 21 marca 1986        | 15 czerwca 1986      | bezpartyjny                                                          |
| 28   |         | Marich Man Singh Shrestha (1942–2013)               | 15 czerwca 1986      | 6 kwietnia 1990      | bezpartyjny                                                          |
| (27) |         | Lokendra Bahadur Chand (1940–)                      | 6 kwietnia 1990      | 19 kwietnia 1990     | bezpartyjny                                                          |
| 29   |         | Krishna Prasad Bhattarai (1924–2011)                | 19 kwietnia 1990     | 26 maja 1991         | Kongres Nepalski                                                     |
| 30   |         | Girija Prasad Koirala (1925–2010)                   | 26 maja 1991         | 30 listopada 1994    | Kongres Nepalski                                                     |
| 31   |         | Man Mohan Adhikari (1920–1999)                      | 30 listopada 1994    | 12 września 1995     | Komunistyczna Partia Nepalu (Zjednoczenie Marksistowsko-Leninowskie) |
| 32   |         | Sher Bahadur Deuba (1946–)                          | 12 września 1995     | 12 marca 1997        | Kongres Nepalski                                                     |
| (27) |         | Lokendra Bahadur Chand (1940–)                      | 12 marca 1997        | 7 października 1997  | Partia Rastriya Prajatantra (Chand)                                  |
| (24) |         | Surya Bahadur Thapa (1928–2015)                     | 7 października 1997  | 15 kwietnia 1998     | Partia Rastriya Prajatantra                                          |
| (30) |         | Girija Prasad Koirala (1925–2010)                   | 15 kwietnia 1998     | 31 maja 1999         | Kongres Nepalski                                                     |
| (29) |         | Krishna Prasad Bhattarai (1924–2011)                | 31 maja 1999         | 22 marca 2000        | Kongres Nepalski                                                     |
| (30) |         | Girija Prasad Koirala (1925–2010)                   | 22 marca 2000        | 26 lipca 2001        | Kongres Nepalski                                                     |
| (32) |         | Sher Bahadur Deuba (1946–)                          | 26 lipca 2001        | 4 października 2002  | Kongres Nepalski                                                     |
| —    |         | Król Gyanendra Bir Bikram Shah Dev (1947–)          | 4 października 2002  | 11 października 2002 |                                                                      |
| (27) |         | Lokendra Bahadur Chand (1940–)                      | 11 października 2002 | 5 czerwca 2003       | Partia Rastriya Prajatantra                                          |
| (24) |         | Surya Bahadur Thapa (1928–2015)                     | 5 czerwca 2003       | 3 czerwca 2004       | Partia Rastriya Prajatantra                                          |
| (32) |         | Sher Bahadur Deuba (1946–)                          | 3 czerwca 2004       | 1 lutego 2005        | Kongres Nepalski (Demokratyczny)                                     |
| —    |         | Król Gyanendra Bir Bikram Shah Dev (1947–)          | 1 lutego 2005        | 25 kwietnia 2006     |                                                                      |
| (30) |         | Girija Prasad Koirala (1925–2010)                   | 25 kwietnia 2006     | 28 maja 2008         | Kongres Nepalski                                                     |

## Premierzy Federalnej Demokratycznej Republiki Nepalu (od 2008)
| #    | Portret | Imię i Nazwisko                   | Kadencja             | Kadencja             | Partia polityczna                                                    |
| #    | Portret | Imię i Nazwisko                   | Od                   | Do                   | Partia polityczna                                                    |
| ---- | ------- | --------------------------------- | -------------------- | -------------------- | -------------------------------------------------------------------- |
| (30) |         | Girija Prasad Koirala (1925–2010) | 28 maja 2008         | 18 sierpnia 2008     | Kongres Nepalski                                                     |
| 33   |         | Pushpa Kamal Dahal (1954–)        | 18 sierpnia 2008     | 25 maja 2009         | Komunistyczna Partia Nepalu (Maoistowska)                            |
| 34   |         | Madhav Kumar Nepal (1953–)        | 25 maja 2009         | 6 lutego 2011        | Komunistyczna Partia Nepalu (Zjednoczenie Marksistowsko-Leninowskie) |
| 35   |         | Jhala Nath Khanal (1950–)         | 6 lutego 2011        | 29 sierpnia 2011     | Komunistyczna Partia Nepalu (Zjednoczenie Marksistowsko-Leninowskie) |
| 36   |         | Baburam Bhattarai (1954–)         | 29 sierpnia 2011     | 14 marca 2013        | Komunistyczna Partia Nepalu (Maoistowska)                            |
| —    |         | Khil Raj Regmi (1949–) tymczasowo | 14 marca 2013        | 11 lutego 2014       | bezpartyjny                                                          |
| 37   |         | Sushil Koirala (1939–2016)        | 11 lutego 2014       | 12 października 2015 | Kongres Nepalski                                                     |
| 38   |         | Khadga Prasad Oli (1952–)         | 12 października 2015 | 4 sierpnia 2016      | Komunistyczna Partia Nepalu (Zjednoczenie Marksistowsko-Leninowskie) |
| (33) |         | Pushpa Kamal Dahal (1954–)        | 4 sierpnia 2016      | 31 maja 2017         | Komunistyczna Partia Nepalu (Maoistowska)                            |
| (32) |         | Sher Bahadur Deuba (1946–)        | 7 czerwca 2017       | 15 lutego 2018       | Kongres Nepalski                                                     |
| (38) |         | Khadga Prasad Oli (1952–)         | 15 lutego 2018       | 13 lipca 2021        | Komunistyczna Partia Nepalu (Zjednoczenie Marksistowsko-Leninowskie) |
| (32) |         | Sher Bahadur Deuba (1946–)        | 13 lipca 2021        | 26 grudnia 2022      | Kongres Nepalski                                                     |
| (33) |         | Pushpa Kamal Dahal (1954–)        | 26 grudnia 2022      | 15 lipca 2024        | Komunistyczna Partia Nepalu (Maoistowska)                            |
| (38) |         | Khadga Prasad Oli (1952–)         | 15 lipca 2024        |                      | Komunistyczna Partia Nepalu (Zjednoczenie Marksistowsko-Leninowskie) |